# 18e cérémonie des Razzie Awards

La 18e cérémonie des Razzie Awards a eu lieu le 22 mars 1998 à l'hôtel Hollywood Roosevelt de Santa Monica (Californie) pour distinguer les pires productions de l'industrie cinématographique durant l'année 1997.
Ci-dessous la liste complète des nominations, les vainqueurs étant marqués en gras :

## Pire film
Postman de Kevin Costner, avec Kevin Costner
- Anaconda, le prédateur de Luis Llosa, avec Jennifer Lopez, Ice Cube et Jon Voight
- Batman & Robin de Joel Schumacher, avec George Clooney, Chris O'Donnell et Arnold Schwarzenegger
- Menace toxique de Félix Enríquez Alcalá, avec Steven Seagal
- Speed 2 : Cap sur le danger de Jan de Bont, avec Sandra Bullock et Jason Patric

## Pire acteur
Kevin Costner dans Postman
- Val Kilmer dans Le Saint
- Shaquille O'Neal dans Steel
- Steven Seagal dans Menace toxique
- Jon Voight dans Anaconda, le prédateur

## Pire actrice
Demi Moore dans À armes égales
- Sandra Bullock dans Speed 2 : Cap sur le danger
- Fran Drescher dans L'Éducatrice et le tyran
- Lauren Holly dans A Smile Like Yours et Turbulences à 30000 pieds
- Alicia Silverstone dans Excess Baggage

## Pire second rôle masculin
Dennis Rodman dans Double Team
- Willem Dafoe dans Speed 2 : Cap sur le danger
- Chris O'Donnell dans Batman & Robin
- Arnold Schwarzenegger dans Batman & Robin
- Jon Voight dans Wanted recherché mort ou vif et U-Turn

## Pire second rôle féminin
Alicia Silverstone dans Batman & Robin
- Faye Dunaway dans Albino Alligator
- Milla Jovovich dans Le Cinquième Élément
- Julia Louis-Dreyfus dans La Fête des pères
- Uma Thurman dans Batman & Robin

## Pire couple à l'écran
Dennis Rodman et Jean-Claude Van Damme dans Double Team
- Sandra Bullock et Jason Patric dans Speed 2 : Cap sur le danger
- George Clooney et Chris O'Donnell dans Batman & Robin
- Steven Seagal et sa guitare dans Menace toxique
- Jon Voight et l'anaconda animatronique dans Anaconda, le prédateur

## Pire réalisateur
Kevin Costner pour Postman
- Jan de Bont pour Speed 2 : Cap sur le danger
- Luis Llosa pour Anaconda, le prédateur
- Joel Schumacher pour Batman & Robin
- Oliver Stone pour U-Turn

## Pire scénario
Postman par Eric Roth et Brian Helgeland, d'après le livre de David Brin
- Anaconda, le prédateur par Hans Bauer (en) et Jim Cash & Jack Epps Jr
- Batman & Robin par Akiva Goldsman
- Le Monde perdu : Jurassic Park par David Koepp, d'après le roman de Michael Crichton
- Speed 2 : Cap sur le danger par Randall McCormick et Jeff Nathanson, histoire de Jan de Bont et McCormick

## Pire remake ou suite
- Speed 2 : Cap sur le danger
  - Batman & Robin
  - Maman, je m'occupe des méchants ! (Home Alone 3)
  - McHale's Navy
  - Le Monde perdu : Jurassic Park

## Pire manquement de respect à la vie humaine et aux édifices publics
Les Ailes de l'enfer
- Batman et Robin
- Le Monde perdu : Jurassic Park
- Turbulences à 30000 pieds
- Volcano

## Pire révélation
Dennis Rodman dans Double Team
- L'anaconda animatronique dans Anaconda, le prédateur
- Tori Spelling dans The House of Yes et Scream 2
- Howard Stern dans Parties intimes
- Chris Tucker dans Le Cinquième Élément et Argent comptant

## Pire bande originale
La bande originale complète de Postman, paroles et musique de Jeffrey Barr, Glenn Burke, John Coinman, Joe Flood, Blair Forward, Maria Machado et Jono Manson
- The end is the beginning of the end dans Batman & Robin, écrite par Billy Corgan
- Fire down below dans Menace toxique, paroles et musique de Steven Seagal et Mark Collie
- How do I live ? dans Les Ailes de l'enfer, écrite par Diane Warren
- My dream dans Speed 2 : Cap sur le danger, écrite par Orville Burrell, Robert Livingston et Dennis Haliburton